# Audiodeskrypcja
Audiodeskrypcja – z łac. audio (dotyczący słuchu, dźwięku) oraz
łac. descriptio (związany z rysowaniem, opisywaniem) – przekazywany drogą słuchową, werbalny opis treści wizualnych osobom niewidomym i słabowidzącym. Audiodeskrypcja jest nazywana również opisem wideo lub opisową narracją.

## Rodzaje audiodeskrypcji
Audiodeskrypcja pozwala osobom niewidomym na możliwość odbioru sztuki wizualnej, np. malarstwa, czy gry aktorskiej, dlatego też stosowana jest m.in. w muzeach, produkcjach audiowizualnych,
teatrze, oraz podczas widowisk sportowych.
Audiodeskrypcja może być realizowana na parę sposobów:
- narracja prezentowana przez lektora lub prowadzącego, dostępna dla wszystkich widzów,
- osobna ścieżka dźwiękowa, możliwa do wyboru dla zainteresowanych,
- tekstowy opis materiału wizualnego czytany przez automat.

Proces tworzenia audiodeskrypcji przebiega w odmienny sposób, w zależności od tego czy tworzona jest ona dla muzeum, teatru czy filmu.

## Muzea i galerie
Audiodeskrypcja do sztuk plastycznych wdrażana jest w postaci plików dźwiękowych. Dołączane są one do przewodników audio. Dzięki nim osoby niewidome mogą zobaczyć dzieła z zakresu np. malarstwa, fotografii, rzeźby oraz instalacje. Opisy tworzone są od ogółu do szczegółu, w sposób ciągły, linearny, tak by osoba niewidoma łatwo mogła połączyć ze sobą kolejne elementy obrazu.

## Produkcje audiowizualne
Audiodeskrypcja w filmie, programie telewizyjnym, przybiera postać dodatkowej ścieżki dźwiękowej pomiędzy dialogami. Opis nie wypełnia każdej dostępnej przerwy, nie przedstawia motywacji ani zamiarów przedstawionej w filmie postaci, nie charakteryzuje znanych dźwięków. Pozwala w ten sposób niewidomym i słabowidzącym widzom usłyszeć emocje w głosach aktorów, wsłuchać się w dźwiękowe tło obrazu. Opisywane są takie wizualne elementy kompozycji obrazu filmowego jak: inscenizacja, scenografia, gra aktorów, kostiumy, barwy i światło, których osoby niewidome nie są w stanie samodzielnie zobaczyć.

## Teatr
Audiodeskrypcja w spektaklu teatralnym odczytywana jest na żywo. Sceny opisywane są pomiędzy dialogami aktorów. Podobnie jak w filmie, audiodeskrypcja nie wypełnia każdej dostępnej przerwy, nie przedstawia motywacji ani zamiarów postaci, nie charakteryzuje znanych dźwięków. Pozwala niewidomym i słabowidzącym widzom usłyszeć emocje w głosach aktorów, wsłuchać się w muzykę i efekty dźwiękowe.
Opisywane są takie wizualne elementy jak: inscenizacja, scenografia, gra aktorów, kostiumy, barwy i światło, których osoby niewidome nie są w stanie samodzielnie zobaczyć.
Możliwe jest przygotowanie nagrania audiodeskrypcji spektaklu teatralnego, a następnie odtworzenie podczas przedstawienia przez technika przy pomocy programu AudioTeatr.

## Widowiska sportowe
Audiodeskrypcja do meczów tworzona jest na żywo. Niewidomi kibice poprzez zestaw słuchawkowy słyszą opis tego, co dzieje się na boisku. Audiodeskrypcja meczu różni się od komentarza radiowego szczegółową lokalizacją piłkarzy, dokładną lokalizacją akcji i biorących w niej udział zawodników, wielokrotnie podawanym wyników w meczach piłki siatkowej oraz czasu niezależnie od rodzaju meczu, opisywaniem tego co dzieje się na trybunach.

## Szlaki turystyczne
Szlaki turystyczne wyposażone w specjalne urządzenia, w połączeniu z dedykowaną aplikacją na telefonie, w sposób werbalny wskazują kierunek marszu. Opisywane są elementy krajobrazu, charakterystyka szlaku, ewentualne przeszkody do pokonania. Przekazywana informacja może być wzbogacona o historię miejsca lub informacje przyrodnicze.

## Historia audiodeskrypcji w Polsce
W roku 1999 w Polsce były tworzone tzw. tyflofilmy. Stosowano w nich stop-klatkę, w związku z czym nigdy nie były one stosowane podczas publicznych pokazów kinowych. Technika audiodeskrypcji umożliwiła by ten sam seans, w tym samym miejscu i czasie mogły oglądać osoby widzące i niewidome.
27 listopada 2006 r.w białostockim Kinie „Pokój”, odbył się pierwszy w Polsce seans kinowy pełnometrażowego filmu z audiodeskrypcją pt. Statyści.
14 czerwca 2007 r.pierwszy w Polsce telewizyjny serial z audiodeskrypcją – Telewizja Interaktywna TVP, serial pt. Ranczo.
17 października 2007 r.pierwszy w Polsce mecz piłki nożnej – mecz Jagiellonia Białystok – Zagłębie Lubin rozegrany w Białymstoku.
14 listopada 2007 r.pierwszy w Polsce spektakl teatralny z audiodeskrypcją – Białostocki Teatr Lalek, spektakl pt. Jest królik na księżycu.
21 lutego 2008 r.pierwszy w Polsce pełnometrażowy film z audiodeskrypcją dla niewidomych i napisami dla niesłyszących na płycie dvd – TiM Film Studio, film pt. „Katyń”.
29 kwietnia 2009 r.pierwsza w Polsce wystawa sztuk plastycznych z audiodeskrypcją – białostocka Galeria Arsenał, wystawa retrospektywna Marka Kijewskiego pt. „drżę więc cały, gdy mogę was ozłocić”.
10 czerwca 2009 r.pierwsza w Polsce audiodeskrypcja do eksponatów z Leśnego Ogrodu Edukacyjnego.
31 grudnia 2009 r.pierwszy w Polsce przewodnik audio z audiodeskrypcją ekspozycji muzealnej.
14 lipca 2010 r.po raz pierwszy audiodeskrypcja została przygotowana do monumentalnego malowidła, Panoramy Racławickiej autorstwa Jana Styki oraz Wojciecha Kossaka.
5 września 2010 r.pierwszy w Polsce video-art z audiodeskrypcją – wernisaż wystawy *Art Show*, wideo-art Jakuba Jasiukiewicza, pt. „Pogoda Ducha” w galerii Słodownia.
29 września 2010 r.pierwsze polskie Standardy Tworzenia Audiodeskrypcji do Produkcji Audiowizualnych – Białystok, Fundacja Audiodeskrypcja.
15 października 2010 r.premiera filmu Chopin. Pragnienie miłości z audiodeskrypcją. Przygotowano ją w dwóch wersjach językowych – po polsku i angielsku. Pierwszy raz w historii audiodeskrypcję przetłumaczono z innego języka na język angielski.
22 listopada 2010 r.pierwsza w Polsce audiodeskrypcja do filmów dokumentalnych – Centrum Informacyjne Lasów Państwowych z Fundacją Audiodeskrypcja przygotowało audiodeskrypcję do trzech dokumentalnych filmów przyrodniczych pt. „Na skraju lasu”, „Moczary i uroczyska” i „Rok w puszczy”.
20 lutego 2011 r.pierwsza w Polsce bajka z audiodeskrypcją stworzoną i czytaną przez dzieci – Fundacja Audiodeskrypcja z Galerią im. Sleńdzińskich w Białymstoku, ekranizacja opowieści Hansa Christiana Andersena pt. „Len”, za zgodą TV Studio Filmów Animowanych Sp. z o.o. w Poznaniu, producenta i dystrybutora filmu „Len”.
18 marca 2011 r.pierwsza w Polsce wirtualna galeria z audiodeskrypcją stworzoną przez dzieci – Fundacja Audiodeskrypcja z Galerią im. Sleńdzińskich w Białymstoku, w ramach projektu pt. „Słowa zaklęte w obrazie, czyli o tym, jak tworzy się film”.
13 czerwca 2011 r.TVP1 wyemitowała pierwszy serial z audiodeskrypcją „Tajemnica twierdzy szyfrów”, w lipcu wyemitowała serial „Londyńczycy”, audiodeskrypcja obecnie jest dostępna dla widzów posiadających dekodery DVB-T.
25 czerwca 2011 r.pierwsze audycje z zastosowaniem audiodeskrypcji – Polskie Radio Białystok, audycje zrealizowane przez Fundację Audiodeskrypcja w partnerstwie ze Stowarzyszeniem Edukacji Kulturalnej „WIDOK”. W audycjach zostały zaprezentowane dzieła z zakresu sztuk plastycznych od prehistorii po współczesność.
4 kwietnia 2019 r.
uchwalona została ustawa o dostępności, zgodnie z którą audiodeskrypcja staje się obowiązkowa dla podmiotów publicznych. Od 23 września 2020 wszystkie strony (nowe i stare) muszą posiadać audiodeskrypcję zgodną z kryteriami WCAG: 1.2.3 – Audiodeskrypcja lub alternatywa dla mediów (nagranie) oraz 1.2.5 – Audiodeskrypcja (nagranie).
15 grudnia 2021 r.
Szlak „Zobaczyć Beskid Niski – ścieżka turystyczna z audiodeskrypcją” zostaje oficjalnie otwarty. Jest to jeden z pierwszych szlaków górskich tego typu w Polsce.